# Polistins
Els polistins (Polistinae) són una subfamília d'himenòpters apòcrits de la família dels vèspids (Vespidae) que compren unes 1.100 espècies, principalment tropicals i subtropicals. A Europa, només hi viuen nou espècies, totes del gènere Polistes, entre les quals destaca Polistes gallicus una de les vespes més comunes als Països Catalans.

## Característiques
L'abdomen és peciolat, és a dir, molt estret a la base, i les antenes dels mascles estan corbades a la punta. Les reines (femelles reproductives) són d'aspecte similar al de les obreres (femelles estèrils), per bé que de vegades són una mica més grans o tenen diferent color. Els nius sovint són oberts, a diferència dels nius dels vespins que estan típicament recobert de nombroses capes de paper.

## Referències

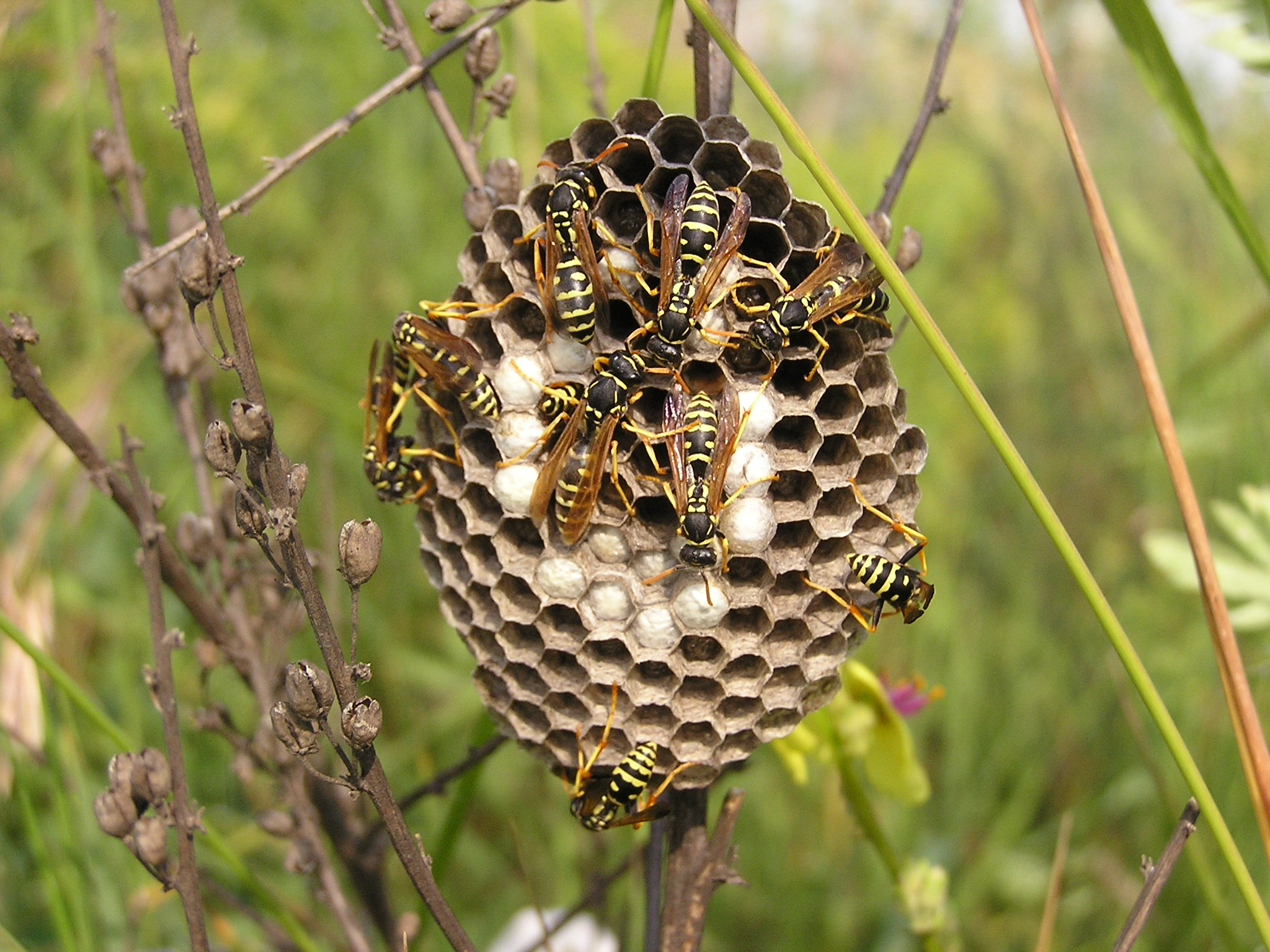
Típic niu entre la vegetació de Polistes gallicus
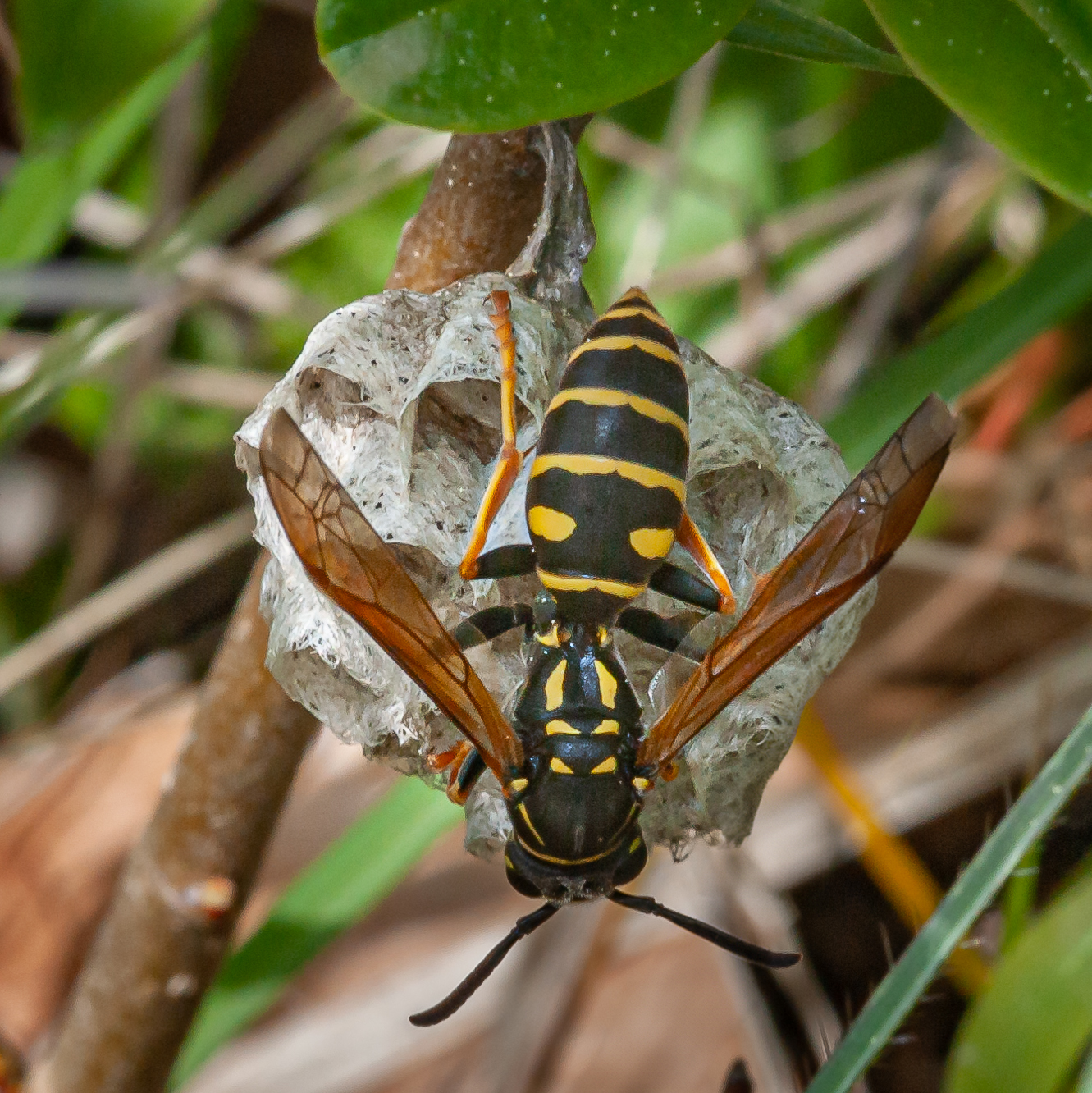
Polistes biglumis una altra espècie
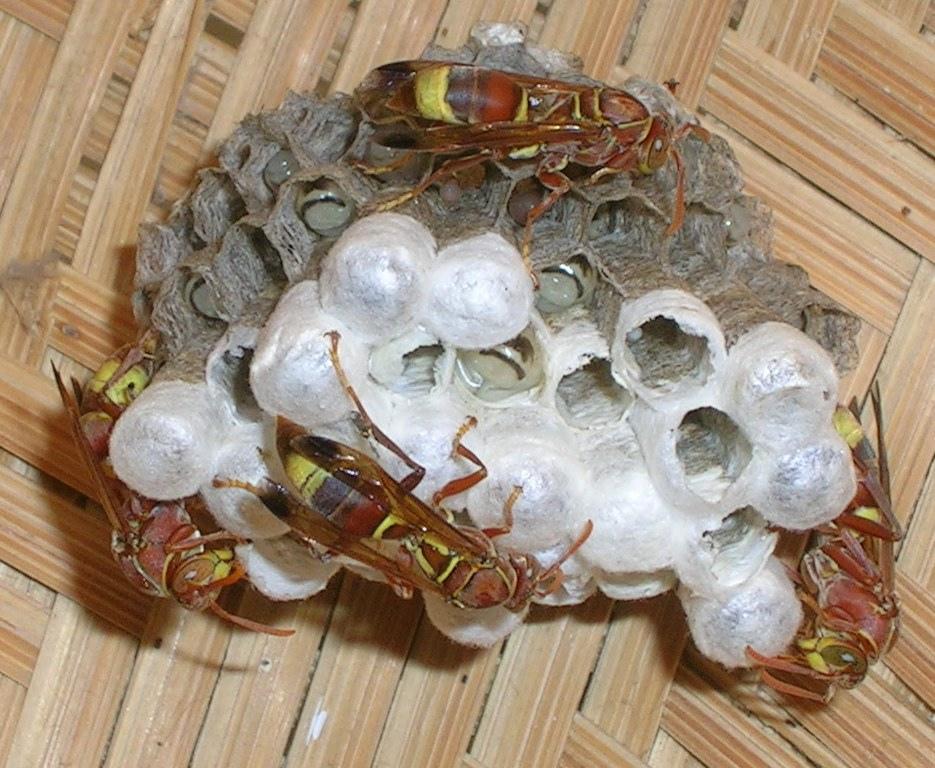
Polistes stigma tamulus de l'Índia
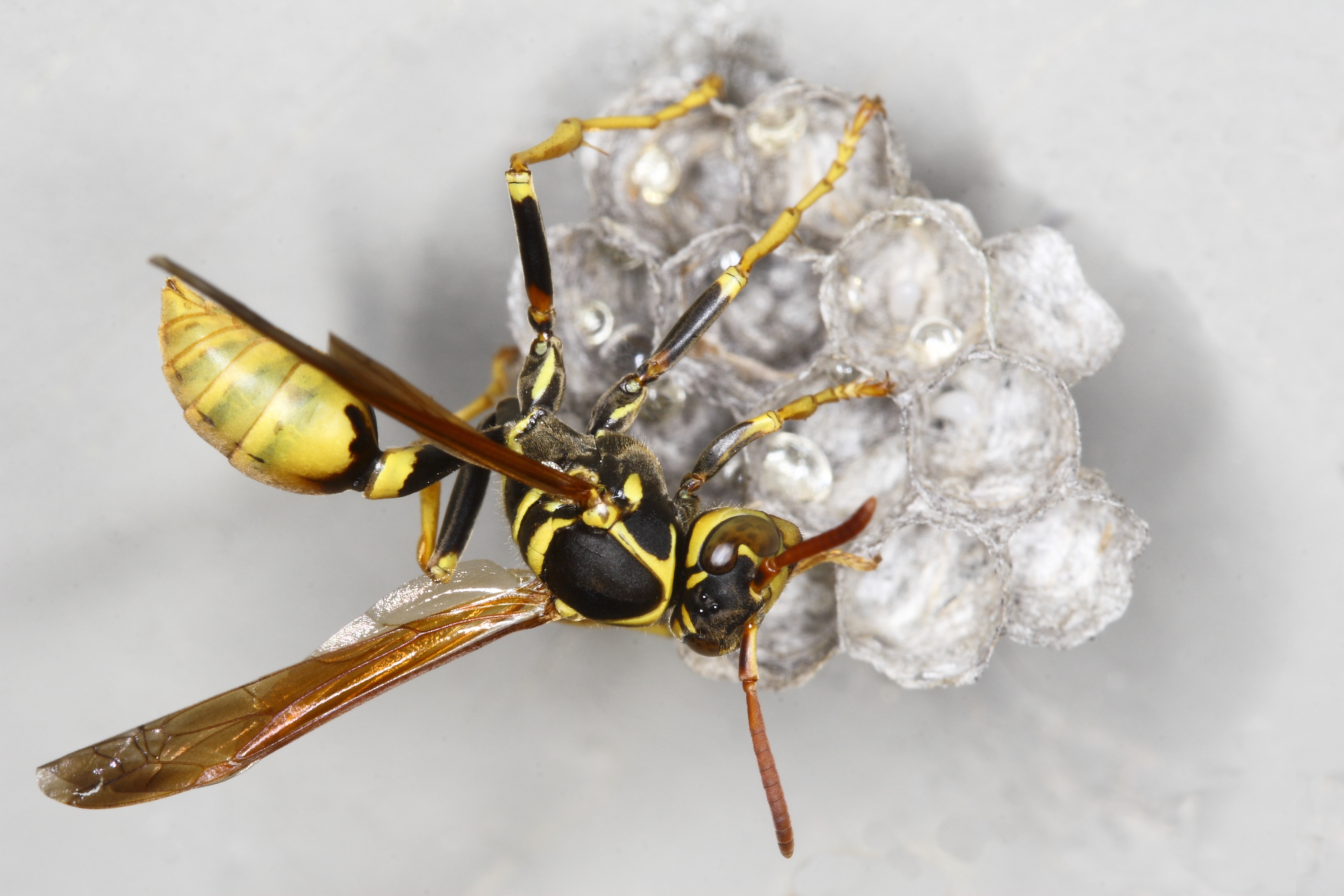
Mischocyttarus flavitarsis, una espècie nord-americana